# Bill Dickens
Bill "The Buddha" Dickens, född 1958, är en amerikansk basist som spelat tillsammans med Pat Metheny, George Michael, Joe Zawinul, Janet Jackson, Grover Washington Jr., Chaka Khan, Mary J. Blige, Freddie Hubbard, Al Di Meola, Dennis Chambers, Steve Morse, Randy Newman, The Hooters samt ett flertal andra. 

## Böcker
- Bass Beyond Limits: Advanced Solo and Groove Concepts, Alfred Publishing Co., Inc., 1998, ISBN 076926493X
- Funk Bass and Beyond, Alfred Publishing Co., Inc., 2003, ISBN 0757916899

## Video
- The Bill Dickens Collection (DVD), Warner Bros. Publications, 2003